# Bangana tonkinensis
Bangana tonkinensis е вид лъчеперка от семейство Шаранови (Cyprinidae). Видът е уязвим и сериозно застрашен от изчезване.

## Разпространение
Разпространен е във Виетнам и Китай (Юннан).

## Описание
Популацията на вида е намаляваща.